# Izsófalva
Izsófalva (před rokem 1950 Disznóshorvát) je obec v maďarské župě Borsod-Abaúj-Zemplén, v okrese Kazincbarcika. V roce 2011 zde žilo 1 732 obyvatel.
Obec se rozkládá v údolí potoka Ormos-patak. Území obce je protáhlé od jihu k severu, údolím prochází silnice č.2609 a souběžně s ní i železniční trať. Obec je vzdálena od okresního města zhruba 8 km směrem na sever.

## Rodáci
- Miklós Izsó – maďarský malíř[2]